# Фелькермаркт
Фелькермарк (нім. Völkermarkt) — місто в Австрії, в федеральній землі Каринтія, у окрузі Фелькермаркт.